# Aquiles Guzmán
Aquiles José Guzmán Matute (* 13. April 1965 in El Tigre, Venezuela) ist ein ehemaliger venezolanischer Boxer im Fliegengewicht.

## Profikarriere
Im Jahre 1985 begann er seine Profikarriere. Am 29. September 1992 boxte er gegen den Südkoreaner Kim Yong-Kang um die WBA-Weltmeisterschaft und gewann durch einstimmige Punktrichterentscheidung. Diesen Gürtel verlor er allerdings bereits bei seiner ersten Titelverteidigung an David Grimán am 15. Dezember desselben Jahres nach Punkten. 
Im Jahre 2001 beendete er seine Karriere.